# Matías Leiva
Matías Armando Leiva Arancibia es un futbolista chileno que juega en la posición de delantero extremo. Actualmente milita en Concón National de la Segunda División de Chile.

## Trayectoria
Realizó su formación de juvenil en el club Everton, y su debut profesional fue ante Huachipato por la fecha 7 del Campeonato de Primera División del año 2018. Durante el primer semestre del año 2020, fue a préstamo al club San Luis de Quillota donde alcanzó a jugar solo un partido antes volver a Everton, por petición del director técnico Javier Torrente debido a las bajas que tuvo el club producto de la pandemia. 
En el año 2018 fue parte de la Selección Chilena sub-19 que logró la Medalla de Oro en los Juegos Suramericanos desarrollados en Cochabamba.

## Clubes
| Club                        | Div.       | Temporada  | Liga  | Liga  | Copas nacionales | Copas nacionales | Torneos internacionales | Torneos internacionales | Total | Total |
| Club                        | Div.       | Temporada  | Part. | Goles | Part.            | Goles            | Part.                   | Goles                   | Part. | Goles |
| --------------------------- | ---------- | ---------- | ----- | ----- | ---------------- | ---------------- | ----------------------- | ----------------------- | ----- | ----- |
| Everton · Chile             | 1.ª        | 2018       | 7     | 1     | 2                | 0                | —                       | —                       | 9     | 1     |
| Everton · Chile             | 1.ª        | 2019       | 5     | 0     | 3                | 0                | —                       | —                       | 8     | 0     |
| Everton · Chile             | 1.ª        | 2020       | 1     | 0     | —                | —                | —                       | —                       | 1     | 0     |
| San Luis · Chile            | 2.ª        | 2020       | 1     | 1     | —                | —                | —                       | —                       | 1     | 1     |
| San Luis · Chile            | Total club | Total club | 1     | 1     | 0                | 0                | 0                       | 0                       | 1     | 1     |
| Everton · Chile             | 1.ª        | 2020       | 12    | 2     | —                | —                | —                       | —                       | 12    | 2     |
| Everton · Chile             | 1.ª        | 2021       | 13    | 0     | 3                | 0                | —                       | —                       | 16    | 0     |
| Everton · Chile             | Total club | Total club | 38    | 3     | 8                | 0                | 0                       | 0                       | 46    | 3     |
| San Marcos de Arica · Chile | 3.ª        | 2022       | 8     | 0     | 1                | 0                | —                       | —                       | 9     | 0     |
| San Marcos de Arica · Chile | Total club | Total club | 8     | 0     | 1                | 0                | 0                       | 0                       | 9     | 0     |
| Total club                  | Total club | Total club | 47    | 4     | 9                | 0                | 0                       | 0                       | 56    | 0     |
| 1. 2.                       |            |            |       |       |                  |                  |                         |                         |       |       |

## Palmarés

### Campeonatos nacionales
| Título           | Club                | País  | Año  |
| ---------------- | ------------------- | ----- | ---- |
| Segunda División | San Marcos de Arica | Chile | 2022 |

- Datos: Q60286803